# Ocotea oblongiflora
Ocotea oblongiflora  es una especie de planta en la familia Lauraceae. Es un árbol endémico de Guatemala que fue únicamente registrado en el departamento de Quetzaltenango.